# Fábrica de Braço de Prata

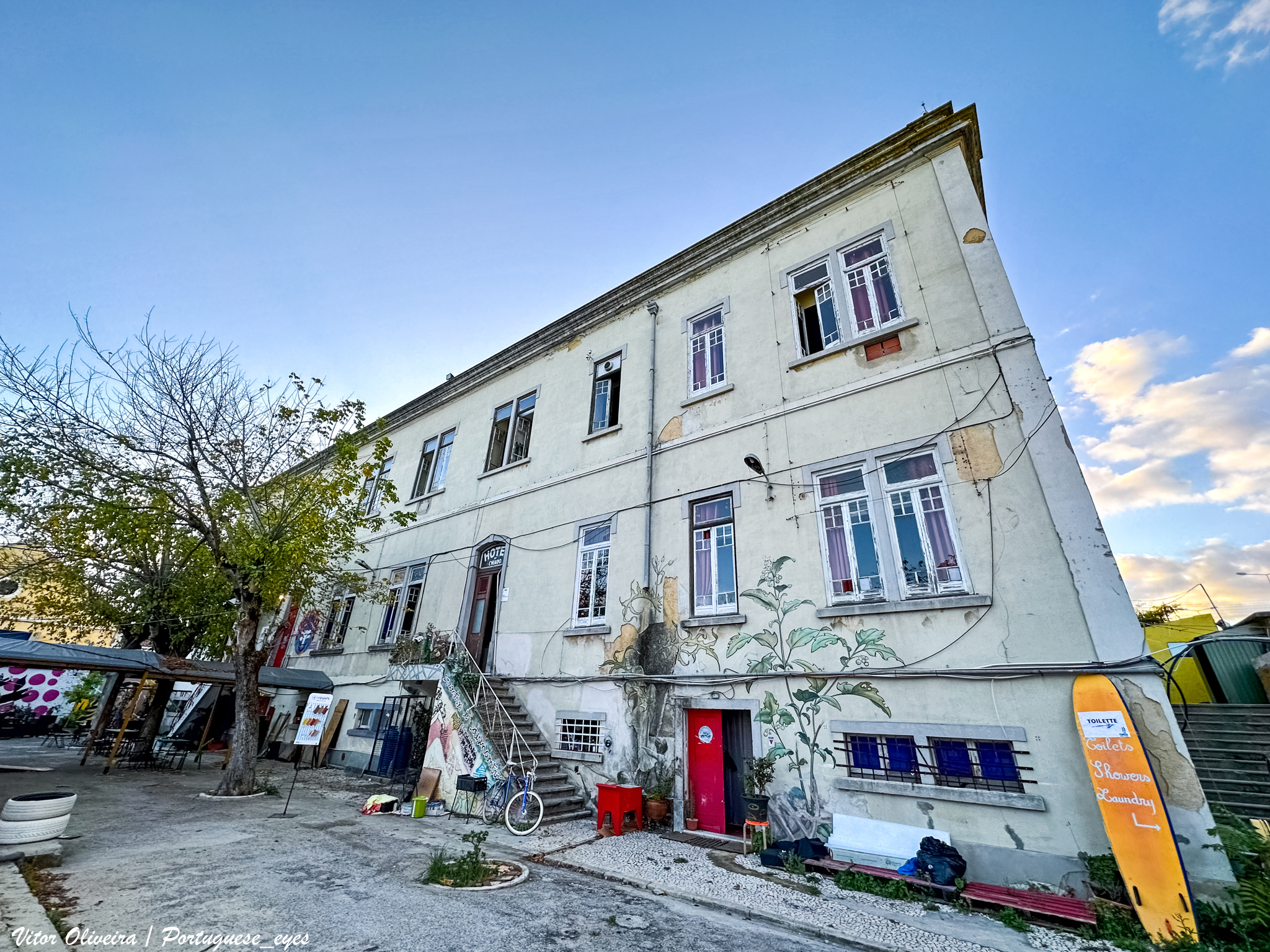
O edifício da Fábrica de Braço de Prata fazia parte de uma fábrica militar que hoje é um centro cultural.

A Fábrica de Braço de Prata (FBP) era um antigo estabelecimento fabril militar do Estado Português, desativado na década de 1990. O seu nome deriva da sua localização no bairro de Braço de Prata, na zona oriental da cidade de Lisboa. Atualmente, nas antigas instalações da sua Administração funciona um centro cultural privado.

## História
A fábrica começou a funcionar em 1908, como Fábrica de Projecteis de Artilharia, fabricando essencialmente munições de artilharia e estando dependente do Arsenal do Exército. Com a extinção posterior do Arsenal do Exército, a fábrica tornou-se um estabelecimento independente dentro do Ministério da Guerra.
Posteriormente, a fábrica foi alargando a sua produção para outros equipamentos militares, além de munições de artilharia. Por isso, o seu nome foi alterado para "Fábrica Militar de Munições, Armas e Veículos". Mais tarde o seu nome oficial passou a ser aquele pelo qual já vinha sendo conhecida: "Fábrica Militar de Braço de Prata (FMBP)" ou, simplesmente "Fábrica de Braço de Prata".
A FBP atingiu o auge da sua produção durante a Guerra do Ultramar, altura em que conseguiu produzir centenas de milhares de espingardas automáticas, morteiros, metralhadoras, munições e outros equipamentos que equiparam as Forças Armadas Portuguesas. Ao mesmo tempo, ainda produzia equipamentos para exportação, sobretudo para a Alemanha.
A FBP foi posteriormente integrada no grupo estatal de indústrias de defesa INDEP, sendo desativada na década de 1990.
Em junho de 2007, parte das antigas instalações da fábrica foram transformadas na Fábrica Braço de Prata, um centro cultural privado, que inclui livrarias, salas de exposições, salas de cinema e teatro e sala de espectáculos musicais.

## Produtos fabricados
Vários produtos famosos saíram das linhas de produção da Fábrica de Braço de Prata, alguns dos quais foram denominados com a sua sigla "FBP". Os mais conhecidos são:
- Pistola-metralhadora de 9 mm FBP - projetada e fabricada na FBP;
- Espingarda automática de 7,62 mm G3 - fabricada na FBP sob licença;
- Metralhadora de 7,62 m HK21 - fabricada na FBP sob licença;
- Morteirete de 60 mm FBP - projetado e fabricado pela FBP;
- Pistola-metralhadora de 9 mm Lusa - projetada pela FBP, mas nunca fabricada em série pela mesma, sendo a licença vendida.